# Polisens grader i Polen
Polisens grader i Polen visar den hierarkiska ordningen inom den polska polisen.

## Policja
| Generalspersoner     | Generalspersoner     | Regementsofficerare  | Regementsofficerare  | Regementsofficerare | Kompaniofficerare | Kompaniofficerare | Kompaniofficerare |
| -------------------- | -------------------- | -------------------- | -------------------- | ------------------- | ----------------- | ----------------- | ----------------- |
| generalny inspektor  | nadinspektor         | inspektor            | młodszy inspektor    | podinspektor        | nadkomisarz       | komisarz          | podkomisarz       |
| Generalmajor         | Brigadgeneral        | Överste              | Överstelöjtnant      | Major               | Kapten            | Löjtnant          | Fänrik            |
|                      |                      |                      |                      |                     |                   |                   |                   |
| Specialistofficerare | Specialistofficerare | Specialistofficerare | Specialistofficerare | Underofficerare     | Underofficerare   | Underofficerare   |                   |
| aspirant sztabowy    | starszy aspirant     | aspirant             | młodszy aspirant     | sierżant sztabowy   | starszy sierżant  | sierżant          |                   |
| Förvaltare           | Förvaltare           | Förvaltare           | Förvaltare           | Fanjunkare          | Fanjunkare        | Förste sergeant   |                   |
|                      |                      |                      |                      |                     |                   |                   |                   |
| Meniga               |                      |                      |                      |                     |                   |                   |                   |
| starszy posterunkowy | posterunkowy         |                      |                      |                     |                   |                   |                   |
| Menig 1kl            | Menig                |                      |                      |                     |                   |                   |                   |
|                      |                      |                      |                      |                     |                   |                   |                   |

## Järnvägspolisen Straż Ochrony Kolei
| Tjänstegrad | Gradbeteckning |
| --- | -------------- |
| strażnik Bevakningsman |                |
| starszy strażnik Äldre bevakningsman |                |
| przodownik Bevakningsassistent |                |
| starszy przodownik Äldre bevakningsassistent |                |
| dowódca grupy operacyjno-interwencyjnej SOK Gruppchef |                |
| dyżurny zmiany SOK Vakthavande befäl |                |
| komendant zmiany SOK Sektionschef |                |
| Komendant Posterunku SOK Stationschef |                |
| zastępca komendanta jednostki wykonawczej SOK inspektor SOK Ställföreträdande chef före en insatsavdelning, intendent |                |
| starszy dyspozytor w komendzie głównej SOK naczelnik działu w komendzie SOK naczelnik działu w komendzie regionalnej SOK starszy inspektor w komendzie głównej SOK komendant jednostki wykonawczej SOK Äldre handläggare vid centrala ledningen, avdelningschef vid lokalt ledningsorgan, avdelningschef vid regionalt ledningsorgan, överintendent vid centrala ledningen, chef för en insatsavdelning |                |
| komendant ośrodka szkolenia zawodowego oraz hodowli i tresury psów służbowych SOK zastępca komendanta SOK zastępca komendanta Komendy Regionalnej SOK Chef för utbildningscentrum, chef för hundskolan, ställföreträdande järnvägspolischef, ställföreträdande regional chef |                |
| komendant Komendy Regionalnej SOK komendant SOK naczelnik wydziału Komendy Głównej SOK Regional chef, järnvägspolischef, ställföreträdande avdelningschef vid centrala ledningen |                |
| z-ca komendanta głównego SOK Ställföreträdande chef för järnvägspolisen |                |
| komendant główny SOK Chefen för järnvägspolisen |                |

## Kommunal polis Straż Miejska, Straż Gminna
|                   |                  |          |                  |
| Aplikant Aspirant | Młodszy Strażnik | Strażnik | Starszy Strażnik |

|                     |             |                     |
| Młodszy specjalista | Specjalista | Starszy specjalista |

|                   |           |                   |
| Młodszy inspektor | Inspektor | Starszy inspektor |

|                 |           |                 |           |
| Z-ca kierownika | Kierownik | Z-ca naczelnika | Naczelnik |

|                                       |                            |
| Z-ca komendanta Straży Vice polischef | Komendant Straży Polischef |

## Policja 1918-1939
| Polska polisens tjänstegrader | Gradbeteckningar (1936-1938) | Gradbeteckningar (1938-1939) | Svenska polisens tjänstegrader |
| ----------------------------- | ---------------------------- | ---------------------------- | ------------------------------ |
| Posterunkowy                  |                              |                              | Konstapel                      |
| Starszy posterunkowy          |                              |                              | Förste konstapel               |
| Przodownik                    |                              |                              | Inspektionskonstapel           |
| Starszy przodownik            |                              |                              | Överkonstapel                  |
| Aspirant                      |                              |                              | motsvarighet saknades          |
| Podkomisarz                   |                              |                              | Biträdande kommissarie         |
| Komisarz                      |                              |                              | Kommissarie                    |
| Nadkomisarz                   |                              |                              | Landsfiskal                    |
| Podinspektor                  |                              |                              | motsvarighet saknades          |
| Inspektor                     |                              |                              | Polisintendent                 |
| Nadinspektor                  |                              |                              | Polismästare, landsfogde       |
| Generalny inspektor           |                              |                              | motsvarighet saknades          |

## Polska polisen igeneralguvernementet1940-1945

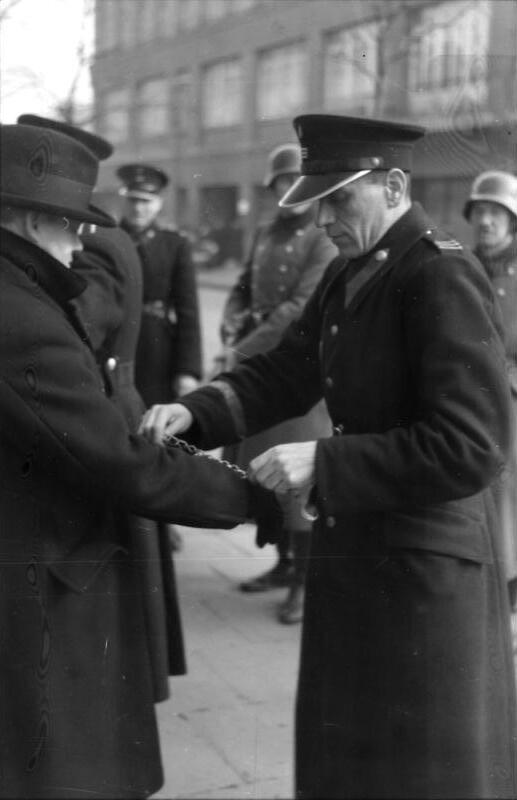
Polsk polis griper en civilperson i Kraków 1941 under en gemensam tysk-polsk razzia. Polismannens grad är starszy posterunkowy.

- Funkcjonariusz (Unterwachtmeister)
- Posterunkowy (Wachtmeister)
- St. posterunkowy (Hauptwachtmeister)
- Przodownik (Meister)
- St. przodownik (Obermeister)
- Podkomisarz (Leutnant)
- Komisarz (Oberleutnant)
- Nadkomisarz (/Hauptmann)
- Podinspektor (Major)
- Inspektor (Oberstleutnant)